# 宇野治
宇野 治（うの おさむ、旧姓：小林、1947年9月2日 - ）は、日本の政治家。自由民主党所属の元衆議院議員（2期）。自民党内では志帥会に所属。北海道常呂郡留辺蘂町（現北見市）生まれ、東京都大田区育ち。宇野宗佑は岳父。

## 経歴
- 1966年3月 - 立教高等学校（現：立教新座高等学校）卒業。同級生に小川敏夫、本田明彦、永倉万治、西岸良平、細野晴臣。
- 1969年1月 - 全日本学生庭球連盟（全日本学生テニス連盟）理事長就任（1年間）
- 1970年
  - 3月 - 立教大学経済学部経営学科卒業
  - 4月 - 東京芝浦電気株式会社（現：東芝）入社
- 1975年10月 - 宇野宗佑の娘と結婚し宇野姓に改姓
- 1987年11月 - 東芝を退社し外務大臣秘書官就任（外相は宇野宗佑）
- 1989年6月 - 内閣総理大臣私設秘書（首相は宇野宗佑）
- 1991年4月 - 滋賀県議会議員選挙当選（3期）
- 2003年
  - 3月 - 自民党滋賀県第3区支部長就任
  - 11月 - 第43回衆議院議員総選挙にて滋賀3区から出馬するが、小選挙区では民主党の三日月大造に及ばず、重複立候補した比例近畿ブロックで当選。
- 2005年9月 - 第44回衆議院議員総選挙にて前回同様に滋賀3区では三日月に及ばず（ただし266票差）、比例当選。
- 2007年
  - 8月 - 第1次安倍改造内閣にて外務大臣政務官就任
  - 9月 - 福田康夫内閣にて引き続き外務大臣政務官再任
- 2008年
  - 8月 - 福田康夫改造内閣において内閣府大臣政務官に就任
  - 9月 - 麻生内閣にて引き続き内閣府大臣政務官再任
- 2009年8月 - 第45回衆議院議員総選挙に公明党の推薦を受けて[2]出馬したが、滋賀3区では惜敗率53%、比例復活もならず落選
- 2010年6月 - 自民党滋賀3区支部長に再任
- 2012年3月 - 自民党滋賀3区支部長を退任。後任は武村展英。
- 2018年4月 - 旭日中綬章を受章。

## 政策・主張
- 健康増進法を努力規定ではなく義務規定として、受動喫煙防止を徹底することに反対[3]。

## 人物

### 統一教会との関係
- 2006年6月に、統一教会（現：世界平和統一家庭連合）の集団結婚式（天宙平和連合祖国郷土還元日本大会）に妻が来賓として出席した[4]。
- 2017年11月28日、統一教会の関連組織である「日韓トンネル推進全国会議」の結成大会が東京都千代田区の海運クラブで開催[5][6]。宇野は同団体の会長に就任した[7]。

## 所属していた委員会
- 外務委員会委員
- 国際テロリズムの防止及び我が国の協力支援活動並びにイラク人道復興支援活動等に関する特別委員会委員

## 所属していた団体・議員連盟
- 日本ミャンマー文化経済交流協会会長
- 日本スリランカ経済交流協会会長
- 日本中国経済技術交流協会会長
- 滋賀県日韓親善協会連合会会長
- 滋賀県日華親善協会名誉顧問
- 滋賀県ソフトテニス連盟会長
- 滋賀県体操協会会長
- 滋賀県ドッジボール協会会長
- 滋賀立教会会長

## 参照
1. ↑  外務大臣政務官略歴[リンク切れ]
2. ↑  比例貢献が基準？公明が自民９２候補を推薦 : 総選挙2009 : YOMIURI ONLINE（読売新聞） - ウェイバックマシン（2018年8月1日アーカイブ分） 読売新聞、2009年7月30日20時25分/
3. ↑  “衆議院議員選挙031109の当選者の回答”. 「子どもに無煙環境を」推進協議会 (2003年11月10日). 2025年1月23日閲覧。
4. ↑  mms://222.122.72.150/vod3/2006/q2/20060516166201.wmv
5. ↑  日韓トンネル推進全国会議結成大会 - ウェイバックマシン（2022年7月27日アーカイブ分）
6. ↑  「日韓トンネル推進全国会議」が結成 - ウェイバックマシン（2022年6月28日アーカイブ分） 平和大使協議会 2017年11月29日
7. ↑  世界潮流「日韓トンネルについて」佐藤博文理事長との対談（30m31s〜） - YouTube FPU 2020/01/17